# Huyền Kiêu
Huyền Kiêu, tên thật là Bùi Lão Kiều (1915–1995), là một nhà thơ Việt Nam thời tiền chiến.

## Tiểu sử
Huyền Kiêu sinh năm Ất Mão (1915) tại Hà Tây, nhưng cư ngụ ở Hà Nội.
Vào những năm 40 của thế kỷ 20, ông viết văn, làm thơ, cộng tác với các báo ở Hà Nội, và nổi tiếng từ đó.
Trong cuộc chiến tranh chống Pháp (1945–1954), ông tản cư ra chiến khu, công tác ở chi hội Văn nghệ Liên khu III. 
Sau hiệp định Genève (1954), ông hồi cư về Hà Nội, công tác ở tạp chí Văn nghệ của Hội Nhà văn Việt Nam, Nhà xuất bản Văn học, Hội Liên hiệp Văn học Nghệ thuật Việt Nam cho đến năm 1975.
Sau sự kiện 30 tháng 4 năm 1975, ông vào sống ở Thành phố Hồ Chí Minh và mất ở nơi đó vào ngày 8 tháng 1 năm 1995 (Ất Hợi), thọ 80 tuổi.

## Tác phẩm
Tác phẩm của Huyền Kiêu, gồm: 
- Hồ Chí Minh, tinh hoa dân tộc (trường ca, 1944)
- Sang xuân (thơ, 1960)
- Mùa cày (thơ, 1965)
- Bầu trời (thơ, 1976)

Ngoài ra, ông còn dịch tiểu thuyết Gió Đông, gió Tây của Pearl S. Buck (Nhà xuất bản Hàn Mặc, 1945; 1964 in lại).

## Thơ Huyền Kiêu
Nhìn chung, những bài thơ hay của Huyền Kiêu đều là thơ buồn. Ở đây, giới thiệu hai bài thơ đã từng được thi sĩ Đinh Hùng và nhiều người yêu thơ khen ngợi:
| Tình sầu Xuân hồng có chàng tới hỏi: Em thơ, chị đẹp em đâu? Chị tôi tóc xõa ngang đầu Đi bắt bướm vàng ngoài nội. Hạ đỏ vẫn chàng tới hỏi: Em thơ, chị đẹp em đâu? Chị tôi hoa trắng cài đầu Đi giặt tơ vàng bên suối... ... Đông xám lại chàng tới hỏi: Em thơ, chị đẹp em đâu? Chị tôi hoa phủ đầy đầu Đã ngủ trong lòng mộ tối... 1938 | Tương biệt dạ Hiu hắt trăng khuya lạnh bốn bề Ý sầu lên vụt đến sao Khuê Quý thay giây phút gần tương biệt Vương vấn người đi với kẻ về. Ngồi suốt đêm trường chẳng nói năng Ngậm ngùi chén rượu ánh vần trăng Người xưa lưu luyến ra sao nhỉ? Có giống như mình lưu luyến chăng? ... Sớm biệt ly nhau không nhớ nhau Nửa đêm chợt tỉnh bỗng nhiên sầu Trăng mùa xuân đó ai tâm sự? Anh đã xa rồi. Anh biết đâu? |

## Thông tin thêm
Lúc ở Hà Nội, Huyền Kiêu với thi sĩ Đinh Hùng vốn là bạn thân từ thuở nhỏ. Cho nên khi bắt đầu gia nhập làng báo, làng văn; nhờ người bạn này, mà Huyền Kiêu sớm trở thành bạn thân thiết của Vũ Hoàng Chương, Thạch Lam, Khái Hưng, Nhất Linh, Nguyễn Tường Bách...
Năm 1954, Đinh Hùng vào sống ở Sài Gòn, làm báo và phụ trách chương trình "Tao Đàn trên Đài phát thanh Sài Gòn". Trong một lần trò chuyện với bạn (Quốc Nam) về những văn nhân thời tiền chiến, thi sĩ có nhắc đến hai bài thơ của Huyền Kiêu, đó là "Tình sầu" và "Tương biệt dạ". Và theo Đinh Hùng, thì câu thơ đầu của bài "Tương biệt dạ", là của nhà văn Thạch Lam.
Lược lại lời kể của thi sĩ Đinh Hùng: 
Bên Hồ Tây, một đêm chớm thu năm Canh Thìn (1940), chúng tôi cùng kéo nhau ra vườn của Thạch Lam, ngồi nghe cá quẫy, nhìn trăng vời vợi... Một lát sau, Thế Lữ đã về nhà gần đấy rồi, quanh quẩn chỉ còn lại Huyền Kiêu, Thạch Lam và tôi thôi. Đang buồn vì đôi bạn thân là Khái Hưng và Nhất Linh sắp sửa xa nhau, thì bỗng dưng Thạch Lam khơi mào bằng câu thơ: "Hiu hắt giăng khuya lạnh bốn bề...", rồi xui Huyền Kiêu hãy làm tiếp đi!... Huyền Kiêu và tôi đều ngơ ngác, vì không hiểu sao hôm nay Thạch Lam lại nhiều... thi hứng đến thế.
Suy nghĩ một hồi lâu, Huyền Kiêu nói:
– Tôi thử đọc cho các anh nghe. Bài thơ nhan đề "Tương biệt dạ". Hay, dở tùy nghi Thạch Lam và Đinh Hùng giúp sửa lại. Và anh khe khẽ ngâm sau khi giục Thạch Lam vào nhà lấy giấy bút ghi tốc ký... Vậy là bài thơ "Tương biệt dạ", với đầy hình ảnh của Khái Hưng cùng Nhất Linh, đã được chính Thạch Lam mở đầu và do Huyền Kiêu sáng tác. Tình bạn thơ văn giữa chúng tôi thắm thiết là thế đó. 
Chỉ mấy tháng sau, bài thơ trên được nhà xuất bản Đời Nay của Tự Lực văn đoàn tuyển in trong Giai Phẩm Đời Nay Xuân 1941, cùng với bài thơ "Bài ca man rợ" của Đinh Hùng. Đặc biệt, bài "Tương biệt dạ" còn được họa sĩ Đông Sơn (tức Nhất Linh) vẽ tranh minh họa.
Còn bài thơ "Tình sầu" của ông cũng rất nổi tiếng. Trước 1975, nhà văn Viên Linh đã dùng câu Hạ đỏ vẫn chàng tới hỏi, làm nhan đề cho quyển tiểu thuyết của mình. Gần đây hơn, nhà văn Nguyễn Nhật Ánh cũng đã dùng hai chữ Hạ đỏ làm tên cho một quyển tiểu truyết và còn trích dẫn mấy câu thơ đề ở bên trong. Ngoài ra, bài thơ này cũng đã được nhạc sĩ Phạm Duy phổ nhạc với tựa đề "Ngày xưa một chuyện tình buồn" và nhạc sĩ Việt Dzũng phổ nhạc với tựa đề "Thu vàng có chàng tới hỏi".